# تانيا (اسم)
تانيا هو اسم علم شخصي مؤنث من أصل سلافي وهو مشتق من اسم تاتيانا وألذي يعني في الروسية الملكة السعيدة، وقد اشتهر هذا الاسم بالدول الناطقة بالإنجليزية. لهذا الاسم معنى عبري آرامي وألذي يعني الدارس في بارايتا وألتي تشير إلى اليهود الحسيدية وألتي تشير إلى التوراة الشفوية.

## الشخصيات
- تانيا تشوا مغنية سنغافورية
- تانيا دوبنيكوف متسابقة دراجات هوائية كندية
- تانيا صالح مغنية لبنانية
- تانيا روبرتس ممثلة ومنتجة أمريكية
- تانيا لاماركا لاعبة جمباز إسبانية
- تانيا سولنييه ممثلة كندية
- تانيا ريموند ممثلة أمريكية
- تانيا توم شاعرة موزمبيقية
- تانيا بارامزينا قناصة روسية سوفيتية
- تانيا شفتشينكو راقصة جليد ألمانية أوكرانية
- تانيا أحمد ممثلة بنغلاديشية
- تانيا أندرييفا لاعبة كرة يد مقدونية
- تانيا بوتياينين متزلجة منحدرات فنلندية
- تانيا بوجوسافليفيتش لاعبة كرة يد صربية
- تانيا تشيروف لاعبة كرة سلة صربية
- تانيا ساشديف لاعبة شطرنج هندية
- تانيا شميد سباحة سلوفينية
- تانيا فيوياو ناشطة وإعلامية كندية
- تانيا فوشكوفيتش لاعبة كرة يد صربية
- تانيا كانيوتو غطاسة إيطالية
- تانيا هارفورد لاعبة كرة مضرب جنوب أفريقية